# ドイツの銀行の一覧
ドイツの銀行の一覧

## 中央銀行
- ドイツ連邦銀行 (Deutsche Bundesbank)・・・フランクフルト
- 欧州中央銀行 (European Central Bank)・・・フランクフルト

## 公的金融機関
- ドイツファンドブリーフ銀行 （Deutsche Pfandbriefbank）・・・フランクフルト
- ドイツ復興金融公庫（KfW、de）・・・フランクフルト
- ドイツ農林金融公庫（レンテンバンク）・・・フランクフルト
- NRW.BANK・・・デュッセルドルフ

## 主要銀行
- ベルリン州立銀行ホールディング (Landesbank Berlin Holding AG) 
  - ベルリン州立銀行 (Landesbank Berlin AG)
  - ベルリン抵当銀行 (Berlin Hyp)
  - ベルリン銀行 (Berliner Bank)
  - ベルリン貯蓄銀行 (Berliner Sparkasse)
  - ベルリン=ハノーファー抵当銀行 (Berlin-Hannoversche Hypothekenbank)・・・ベルリン

- コメルツ銀行 (Commerzbank)・・・フランクフルト
  - ドレスナー銀行 (Dresdner Bank)・・・フランクフルト
  - ドレスナー・クラインオート (Dresdner Kleinwort)
  - コムディレクト銀行 (Comdirectbank)・・・クイックボルン
  - ユーロハイポ (EuroHypo)・・・フランクフルト
  - エッセン抵当銀行 (Hypothekenbank in Essen)・・・フランクフルト

- ドイツ銀行 (Deutsche Bank)・・・フランクフルト
  - ノリス銀行 (NorisBank)・・・フランクフルト

- DZ銀行 (DZ Bank)・・・フランクフルト 
  - ドイツ協同組合抵当銀行 (Deutsche Genossenschafts-Hypothekenbank)・・・フランクフルト
  - ライゼ銀行 (ReiseBank)・・・フランクフルト
  - シュパルダ銀行 (Sparda-Banken)
  - フォルクス銀行&ライフアイゼン銀行 (Volksbanken & Raiffeisenbanken)
  - ミュンヘン抵当銀行 (Münchner Hypothekenbank)・・・ミュンヘン
  - Teambank・・・ニュルンベルク

- M・M・ヴァールブルク&CO (M.M.Warburg & CO)・・・ハンブルク

- ドイツ・ポストバンク (Postbank)・・・ボン
  - DSL銀行 (DSL Bank)・・・ボン

- PSD銀行 (PSD Bank)

- 貯蓄銀行金融グループ (Sparkassen Finanzgruppe) 
  - 州立銀行 (Landesbanken)
    - バイエルンLB (BayernLB)・・・ミュンヘン
    - ヘッセン＝テューリンゲン州立銀行 (Helaba)・・・フランクフルト
    - HSHノルトバンク (HSH Nordbank)・・・ハンブルク
    - バーデン=ヴュルテンベルク州立銀行 (Landesbank Baden-Württemberg (LBBW))・・・シュトゥットガルト
    - ベルリン州立銀行 (Landesbank Berlin) (ベルリン州立銀行ホールディングに所属)
    - ノルトLB (NordLB)・・・ハノーファー
    - ヴェストLB (WestLB)・・・デュッセルドルフ

  - 貯蓄銀行 (Sparkassen) 
    - ベルリン貯蓄銀行 (Berliner Sparkasse) (ベルリン州立銀行ホールディングに所属)
    - ハンブルク貯蓄銀行 (Hamburger Sparkasse)
    - フランクフルト貯蓄銀行 (Frankfurter Sparkasse)

  - デカ銀行 (DekaBank)・・・フランクフルト
  - 州立貯蓄銀行 (Landesbausparkassen (LBS))

- サル=オッペンハイム (Sal. Oppenheim) 
  - BHF銀行 (BHF Bank)・・・フランクフルト
    - BHF信託委託有限会社 (BHF Trust Management GmbH)
    - フランクフルト・ファンド銀行 (Frankfurter Fondsbank)・・・フランクフルト